# Aeródromo de São Jacinto
O Aeródromo Municipal de Aveiro -  também referido coloquialmente como Aeroporto de São Jacinto ou Aeródromo de São Jacinto (IATA: ***, ICAO: LPAV) - foi um aeródromo localizado na freguesia de São Jacinto, concelho de Aveiro, que funcionou entre 1993 e 2010. Utilizava as infraestruturas aeroportuárias do antigo aeródromo militar de São Jacinto, que se encontravam dentro do perímetro das instalações do atual Regimento de Infantaria N.º 10.

## Precedentes
A presença militar em São Jacinto iniciou-se em Abril de 1918, em plena Primeira Guerra Mundial, com a instalação precária de um posto da aviação naval francesa, com o objetivo de efetuar a vigilância de submarinos alemães que cruzavam a costa atlântica. A base foi cedida ao Serviço de Aviação da Armada Portuguesa em 1919. Em 1925 é criada a Escola de Aviação Naval "Almirante Gago Coutinho". Em 1921, é construído em São Jacinto o maior hangar de então da Península Ibérica, pelos Estaleiros Navais de S. Jacinto. A pista atual foi a primeira em Portugal a dispor de iluminação elétrica. Em 1952 esta unidade passa para o novo ramo das Forças Armadas, a Força Aérea. Assim, em 1952, toma a designação de Base Aérea n.º 5 (BA5). Em 1956 passa a designar-se por Base Aérea n.º 2 (BA2). Em 1957 passa a designar-se por Base Aérea n.º 7(BA7). Em 1978, designa-se Aeródromo Manobra n.º 2 (AM2).

## Criação do Aeródromo
Com a redução de unidades base efetuada no inicio da década de 1990, o Aeródromo Manobra n.º 2, como a base era designada, foi totalmente desativado pela Força Aérea.
Para rentabilizar a utilização da antiga base aérea, a Câmara Municipal de Aveiro e a Força Aérea assinaram um Protocolo que permitia à primeira utilizar as infraestruturas aeroportuárias de São Jacinto, sem prejuízo para a atividade militar. Foi assim criando  o Aeródromo Municipal de Aveiro. No âmbito do acordo com a Câmara, é montado um pequeno hangar de apoio junto às placas de estacionamento do aeródromo. A abertura ao tráfego civil efetuou-se formalmente a 4 de Setembro de 1993. O Aeroclube de Aveiro era o principal utente do Aeródromo.

## Declínio
Devido à insegurança na aterragem e descolagem devido ao elevado estado de deterioração da pista, por determinação do Regimento de Infantaria N.º 10, os aviões civis não levantam nem pousam na pista de S. Jacinto.
O Aeródromo foi assim encerrado em Maio de 2010. O seu encerramento afetou a restauração e o comércio de S. Jacinto.

## Futuro
O presidente da Câmara de Aveiro Ribau Esteves mostrou-se, em 2019, disponível para investir na infra-estrutura e reabir o aeródromo municipal.